# Mialan
Der Mialan ist ein Fluss in Frankreich, der im Département Ardèche in der Region Auvergne-Rhône-Alpes verläuft. Er entspringt beim Weiler Bras, im östlichen Gemeindegebiet von Boffres, entwässert generell in nordöstlicher Richtung und mündet nach rund 20 Kilometern an der Gemeindegrenze von Saint-Péray und Guilherand-Granges als rechter Nebenfluss in die Rhône. 
Im Oberlauf durchquert der Mialan das militärische Übungsgebiet Champ de Tir de Toulaud. Nach Erreichen des Talbodens der Rhône trifft der Fluss auf kalk- und geröllhaltigen Boden und verschwindet je nach Wasserführung abschnittsweise im Untergrund. Bei Saint-Péray quert der Fluss die Bahnstrecke Givors-Canal–Grezan, die am rechten Ufer der Rhône verläuft.

## Orte am Fluss
(Reihenfolge in Fließrichtung)
- Bras, Gemeinde Boffres
- Jourdan, Gemeinde Toulaud
- Les Vignes de Beauregard, Gemeinde Saint-Péray
- Saint-Péray
- Guilherand, Gemeinde Guilherand-Granges